# Metamorfismo
In mineralogia e petrologia si definisce metamorfismo l'insieme delle trasformazioni mineralogiche e/o strutturali allo stato solido che una roccia subisce quando viene a trovarsi, nel sottosuolo, in ambienti fisico-chimici diversi da quelli in cui si è originata. I fattori che determinano il metamorfismo sono i cambiamenti di temperatura e pressione (litostatica e orientata o stress) e la presenza/assenza e attività dei fluidi contenuti nella roccia.

## Caratteri generali del metamorfismo

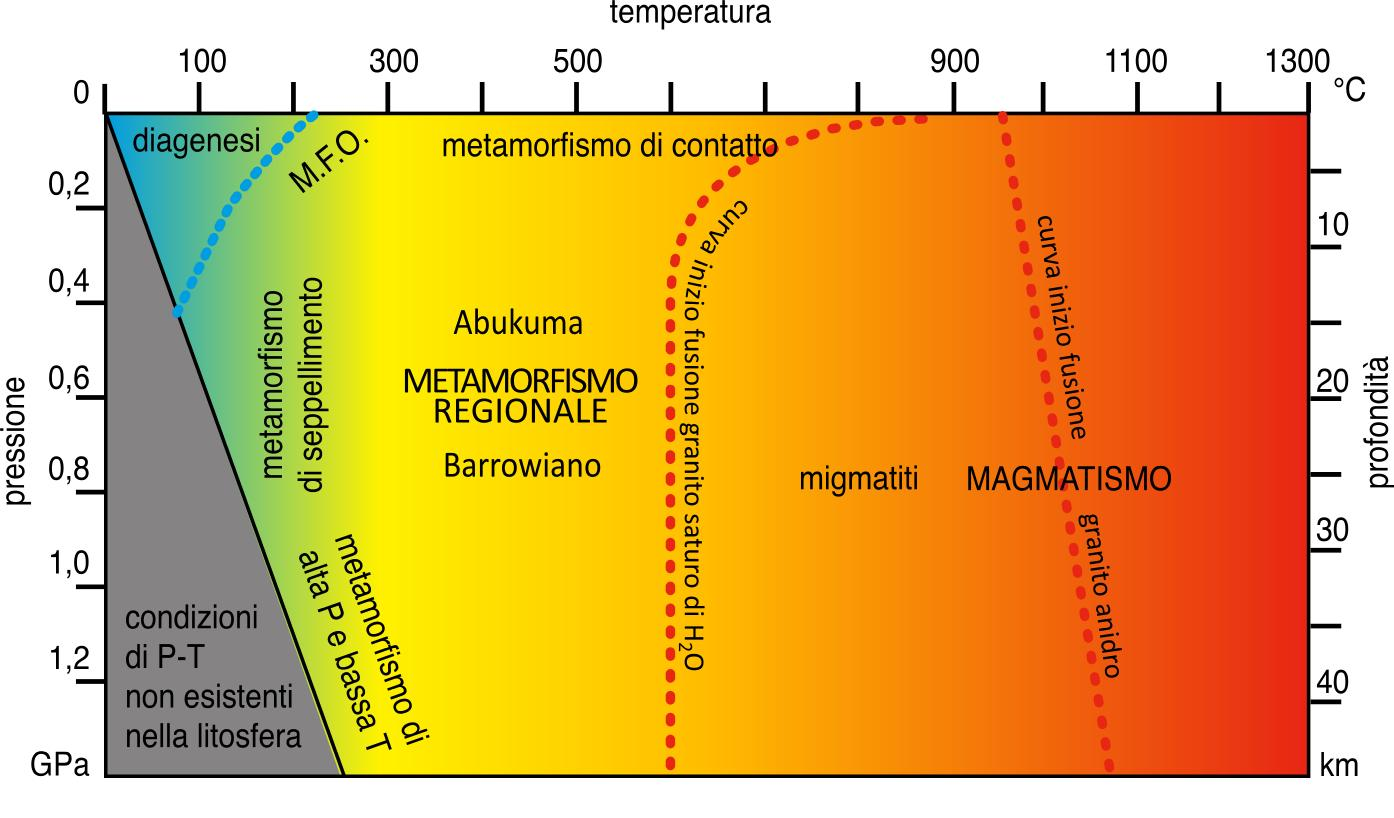
Fig. 1. Campo di pressione e temperatura del metamorfismo nella crosta con indicate le posizioni dei vari tipi di metamorfismo. Il metamorfismo di alta pressione e bassa temperatura è un tipo di metamorfismo regionale che avviene nelle zone di subduzione. Abukuma e Barrowiano sono due tipi di metamorfismo regionale che avvengono rispettivamente in zone con gradiente geotermico elevato e normale. M.F.O. = metamorfismo di fondo oceanico.

La roccia originaria che subisce metamorfismo è detta "protolito". Può essere una roccia sedimentaria, una roccia ignea o una roccia già metamorfica. 
Il metamorfismo produce la ricristallizzazione dei minerali presenti nel protolito o la trasformazione di questi in nuovi minerali non presenti nel protolito. Il processo di ristrutturazione dei cristalli in nuove forme e nuove specie prende il nome di blastesi, mentre la tessitura che produce viene definita genericamente cristalloblastica. 
Il campo di pressioni e temperature in cui opera il metamorfismo è vasto e i suoi limiti non sono tracciabili con delle linee nette. Il limite inferiore del metamorfismo è rappresentato dal passaggio alla diagenesi, ossia al campo di pressioni e temperature in cui avvengono i cambiamenti chimico-fisici che trasformano un sedimento in una roccia sedimentaria coerente. Si passa dalla diagenesi al metamorfismo gradualmente, con l'aumentare della profondità. 
Il limite termico viene posto arbitrariamente intorno ai 150 °C, ma può variare in più o in meno di 50 °C, mentre la pressione minima di inizio metamorfismo viene fissata a circa 0,3 GPa. Particolari tipi di metamorfismo legati ad un apporto termico, come quello di contatto, possono tuttavia avvenire vicino alla superficie, quindi a pressioni decisamente più basse. 
Più che una precisa temperatura, è la blastesi di determinati minerali ritenuti sicuramente non diagenetici a segnare l'inizio del metamorfismo: carpholite, pirofillite, anfibolo sodico, lawsonite, paragonite, prehnite, pumpellyite e stilpnomelano. Il limite superiore del metamorfismo è invece indicato dalla temperatura di inizio fusione della roccia, che dà origine al campo delle rocce ignee. Il limite è in questo caso ancora più variabile, perché la temperatura di inizio fusione varia moltissimo a seconda del chimismo del protolito, della pressione e della presenza/assenza di acqua nella roccia. In condizioni anidre e/o di alta pressione, una roccia può rimanere allo stato solido a temperature ben oltre quelle di inizio fusione di un granito satura d'acqua. 
Nel diagramma di fig. 1 sono indicate, come riferimento, le curve del solidus (temperatura di inizio fusione del minerale più bassofondente) del granito saturo d'acqua e del granito anidro.
Poiché non comporta la fusione della roccia, il metamorfismo viene definito un processo subsolidus. Esiste un limite alla pressione nel metamorfismo ? Per lungo tempo si è pensato che la pressione massima nelle rocce metamorfiche crostali non superasse 1,0 GPa, che corrisponde alla pressione idrostatica alla base di una crosta continentale di normale spessore (30–40 km), ma studi recenti dimostrano che alcune rocce crostali hanno raggiunto pressioni altissime. 
Gneiss contenenti piropo purissimo con inclusioni di coesite (una forma estremamente densa di SiO2) indicano pressioni di almeno 3 GPa, corrispondenti a una profondità di oltre 100 km. Per queste rocce è stato coniato il termine di metamorfismo di pressione ultra alta. È evidente che simili pressioni si possono giustificare solamente con il trasporto di rocce crostali a grande profondità attraverso la subduzione. Bisogna inoltre ricordare che in alcuni complessi ofiolitici si sono osservate forme di metamorfismo in peridotiti del mantello litosferico, il che può spingere i limiti del metamorfismo noto fino a profondità dell'ordine di 200 km, con pressioni intorno ai 6 GPa.
Il metamorfismo è un processo essenzialmente isochimico, nel senso che, anche se può dare origine a nuovi minerali, non cambia, se non marginalmente, la composizione chimica complessiva della roccia. Da ciò deriva che, nelle stesse condizioni di pressione e temperatura (P-T), protoliti a chimismo diverso daranno origine a rocce metamorfiche con minerali diversi. Ad esempio, nelle stesse condizioni di T e P un basalto darà origine ad un’anfibolite, roccia formata essenzialmente da anfibolo e plagioclasio, mentre un'argilla darà origine ad un micascisto, formato da quarzo, miche e granato. Il carattere isochimico distingue il metamorfismo in senso stretto dal metasomatismo, che invece comporta l'immissione e/o l'eliminazione di elementi chimici nella roccia.

## Etimologia
Metamorfismo viene dal greco metamórphōsis, derivato di metamorphóō = trasformo.

## Fattori del metamorfismo
1. Calore: il calore è il più importante agente delle trasformazioni mineralogiche. Minerali stabili a basse temperature sono sostituiti da altri stabili a temperature più alte o viceversa. L'aumento di temperatura inoltre rende più veloci le reazioni chimiche che si instaurano tra i minerali a contatto. I minerali metamorfici che con la loro comparsa o variazione di composizione sono indicativi di un cambiamento di temperatura sono detti geotermometri. Il calore può avere tre origini:
  1. trasferimento di calore a contatto con un magma bollente che si intrude dal basso: è il caso del metamorfismo detto di contatto (vedi sotto);
  2. gradiente geotermico, ossia aumento della temperatura all'aumentare della profondità a causa dell'aumento di pressione e del decadimento di minerali radioattivi. Mediamente la temperatura aumenta di circa 3 °C ogni 100 m di profondità, variando da un minimo di 1,5 a un massimo di 5 °C. Quando una roccia viene portata in profondità, ad esempio lungo un piano di subduzione, la roccia subisce trasformazioni che comportano la neoformazione di minerali di più alta temperatura: in questo caso il metamorfismo viene detto prògrado. Al contrario, per sollevamento, ad esempio durante una collisione di masse continentali, la roccia subisce trasformazioni che comportano la neoformazione di minerali di più bassa temperatura: in questo caso il metamorfismo è retrògrado;
  3. calore da attrito lungo faglie e piani di subduzione.
2. Pressione litostatica: è la pressione dovuta alla colonna di rocce che sovrasta la roccia stessa; essa è uguale in ogni direzione e aumenta mediamente di 270 bar (= 27 MPa) ogni km nella crosta e 330 bar (= 33 MPa) ogni km nel mantello: l'effetto è quello di rendere stabili i minerali con un impaccamento di atomi più compatto e quindi che occupano meno spazio. I minerali metamorfici che con la loro comparsa o variazione di composizione sono indicativi di un cambiamento di pressione sono detti geobarometri.
3. Pressione orientata (stress): è una pressione aggiuntiva che si genera quando la roccia è sottoposta a forze compressive durante un piegamento o a sforzi di taglio lungo superfici di scorrimento. In molti casi comporta solo trasformazioni strutturali della roccia e/o ricristallizzazione dei minerali esistenti, senza formazione di nuovi minerali. A seconda della composizione iniziale e della profondità dà origine alle strutture seguenti: clivaggio, lineazione, foliazione e scistosità.
4. Circolazione di fluidi: i principali fluidi metamorfici sono l'acqua allo stato gassoso e il diossido di carbonio (CO2). I fluidi hanno un ruolo essenziale nel processo metamorfico: sono l'agente di mobilizzazione e trasporto degli ioni nelle reazioni metamorfiche, ne condizionano l'innesco e ne aumentano la velocità, inoltre favoriscono la ricristallizzazione orientata dei minerali sottoposti a stress. L'assenza di fluidi o la loro impossibilità di muoversi tra i cristalli possono di fatto inibire la formazione di nuovi minerali (blastesi) e conservare in condizioni metastabili quelli del protolito. Questo spiega perché rocce provenienti da grande profondità, come ad es. peridotiti o gabbri, possono rimanere inalterate, pur avendo attraversato durante la loro risalita tutti gli stadi di pressione e temperatura tipici del metamorfismo. Le origini dei fluidi metamorfici sono le seguenti:
  1. acqua e CO2 contenute nei pori delle rocce sedimentarie;
  2. acqua meteorica o fluidi juvenili[4] contenuti nelle fratture delle rocce;
  3. disidratazione di minerali idrati come minerali delle argille, miche, anfiboli, dove l'acqua è presente in forma molecolare o legata sotto forma di ossidrile (OH-).
5. Tempo: il protolito deve essere sottoposto alle nuove condizioni di pressione e temperatura per un tempo sufficiente affinché tutti i processi che permettono il riadeguamento strutturale e composizionale abbiano luogo. Una risalita o uno sprofondamento molto rapidi non danno il tempo alle reazioni di completarsi, così nella roccia si mantengono relitti metastabili dei minerali del protolito o di precedenti fasi metamorfiche.

## Paragenesi, facies e gradienti metamorfici

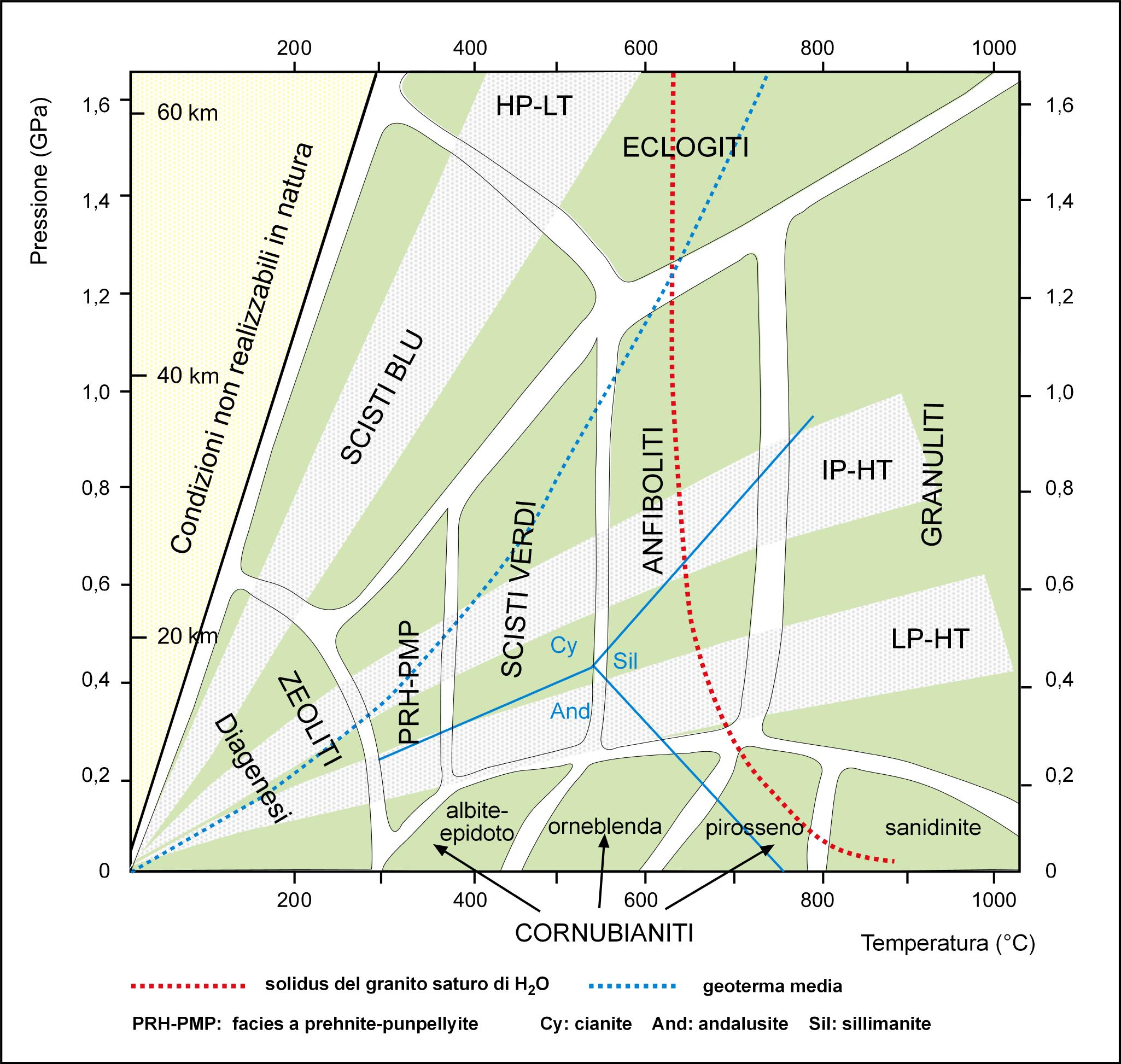
Fig. 2. Campi T-P di stabilità e nomi delle facies metamorfiche. Sono indicati la curva di inizio fusione (solidus) di un granito saturo d'acqua, la geoterma media per la litosfera stabile e i campi di stabilità per i polimorfi del silicato di alluminio (andalusite-cianite-sillimanite). Le 3 fasce retinate rappresentano i tre principali gradienti metamorfici del metamorfismo regionale.

Al variare delle condizioni di T e P, varieranno i minerali che si formano, molti dei quali sono esclusivi delle rocce metamorfiche. Con il termine paragenesi si intende un'associazione di minerali originatisi contemporaneamente o con successione immediata in seguito allo stesso fenomeno minerogenetico. Una paragenesi è il risultato di un equilibrio chimico e termodinamico raggiunto dalle specie cristalline coesistenti in risposta alle nuove condizioni di T e P. La petrologia sperimentale ha permesso di stabilire, con un buon margine di affidabilità, a quali valori di P e T certi minerali e certe paragenesi si formano o scompaiono (sostituite da altre) in una roccia metamorfica. Tracciando in un diagramma P-T le linee che delimitano la comparsa/scomparsa di determinati minerali o associazioni di minerali di una paragenesi si è potuto dividere il campo del metamorfismo in diverse aree, ognuna delle quali rappresenta una facies metamorfica. I minerali che si possono formare in ciascuna di queste aree dipendono dalla composizione chimica della roccia di partenza (protolito). Protoliti a diverso chimismo svilupperanno, in ognuna di queste aree, minerali e paragenesi diverse, sicché si può dire che una facies metamorfica è definita da tutte le paragenesi che si sviluppano in un determinano campo di T e P. A ciascuna facies è stato dato il nome di una delle diverse rocce a chimismo basico che si formano in quell'ambito di T e P (anfiboliti, granuliti ecc.).
La fig. 2 mostra i campi T-P delle varie facies metamorfiche. I confini tra l'una l'altra non sono netti, sia perché molte reazioni chimiche che segnano il passaggio da una facies a un'altra non avvengono a una temperatura precisa ma in un intervallo di temperature più o meno ampio, sia perché si può ottenere una stessa paragenesi partendo da reazioni chimiche che avvengono a P-T diverse. Qui di seguito le principali paragenesi che caratterizzano ogni facies:
- Facies a prehnite-pumpellyite: laumontite, prehnite + pumpellyite, prehnite + actinolite, pumpellyite + actinolite, pirofillite
- Facies scisti verdi: actinolite + clorite + epidoto + albite, cloritoide
- Facies anfibolitica: orneblenda + plagioclasio, staurolite
- Facies granulitica: ortopirosseno + clinopirosseno + plagioclasio, saffirina, osumilite, kornerupina. NO staurolite, NO muscovite
- Facies scisti blu: glaucofane, lawsonite, pirosseno giadeitico, aragonite. NO biotite
- Facies eclogitica: omfacite + granato. NO plagioclasio.

Quando si studia una regione interessata dal metamorfismo regionale, ossia quello che interessa vaste aree ed è associato a processi tettonici a grande scala, le differenti rocce testimoniano un grado crescente, progressivo dell'intensità del metamorfismo, a volte dal grado più basso fino alle condizioni di anatessi. Le variazioni di paragenesi da una roccia all'altra permettono di tracciare un'evoluzione regolare all'interno del diagramma T-P. Ognuno di questi tracciati è definito gradiente metamorfico. Le tre bande retinate in fig. 2 rappresentano i più comuni gradienti registrati dalle rocce nel metamorfismo regionale:
- Alta pressione-bassa temperatura (HP-LT): con l'aumentare della profondità aumenta notevolmente la pressione mentre la temperatura si mantiene bassa
- Pressione intermedia-alta temperatura (IP-HT): la roccia si approfondisce di meno ma la temperatura aumenta più rapidamente
- Bassa pressione-alta temperatura (LP-HT): la roccia si approfondisce poco mentre la temperatura aumenta ancora più rapidamente.

Si noti che il dominio dell'anatessi (nel quale le rocce cominciano a fondere, materializzato dalla curva del solidus del granito saturo d'acqua) è difficilmente raggiunto, se non a grandissime profondità, nel caso del gradiente HP-LT, mentre è comunemente raggiunto nei gradienti IP-HT e LP-HT (per protoliti sialici). Si noti inoltre la successione dei silicati di alluminio, che nel caso del gradiente IP-HT è cianite→sillimanite, mentre nel caso del gradiente LP-HT è andalusite→ sillimanite. Si noti infine come nessuno dei tre gradienti coincida con la geoterma media della litosfera stabile (cioè il rapporto medio T-P alle varie profondità), questo perché ciascuno di questi gradienti compare in differenti contesti geodinamicamente attivi. Il gradiente HP-LT si incontra nelle catene recenti (orogenesi alpino-himalayana), il gradiente IP-HT è caratteristico delle zone di collisione antiche (ad es. catene erciniche), il gradiente LP-HT, infine, si incontra in queste stesse catene ma è anche rappresentativo delle orogenesi archeane (> 2,5 Ga).

## Temperatura, grado metamorfico, isograde e isobare
La petrologia sperimentale ha dimostrato che diversi minerali metamorfici compaiono solo quando la T raggiunge determinati valori, indipendentemente dalla P esistente. La comparsa di uno di questi minerali indica che la T ha raggiunto un certo valore, che si chiama grado metamorfico. Ad esempio, partendo da un protolito argilloso e aumentando via via la temperatura, si avrà la formazione prima di clorite e poi, a gradi metamorfici crescenti, di biotite, granato, staurolite, cianite e sillimanite. Così, raccogliendo molti campioni su una vasta area e segnandone l'ubicazione su una carta, si possono unire tutti i punti in cui nei campioni compare o scompare un certo minerale: si ottiene così una serie di linee (in realtà delle superfici di cui si vede l’intersezione con il suolo) dette isògrade (cioè di ugual temperatura). L'area compresa tra due isograde contigue viene detta zona metamorfica (zona a biotite, zona a staurolite ecc.). Le zone metamorfiche sono utili per individuare, in un'area metamorfica, quale è stata la massima temperatura raggiunta dal metamorfismo (picco termico) e dove ciò è avvenuto.

In base alla sola temperatura il diagramma P-T è di solito diviso da 5 linee isograde verticali in metamorfismo di bassissima, bassa, media, alta e altissima temperatura. Allo stesso modo si può dividere il diagramma P-T in base alla sola pressione con 5 linee isobare orizzontali che definiscono il metamorfismo di bassissima, bassa, media, alta e altissima pressione.

## Metamorfismo polifasico e percorsi P-T-t

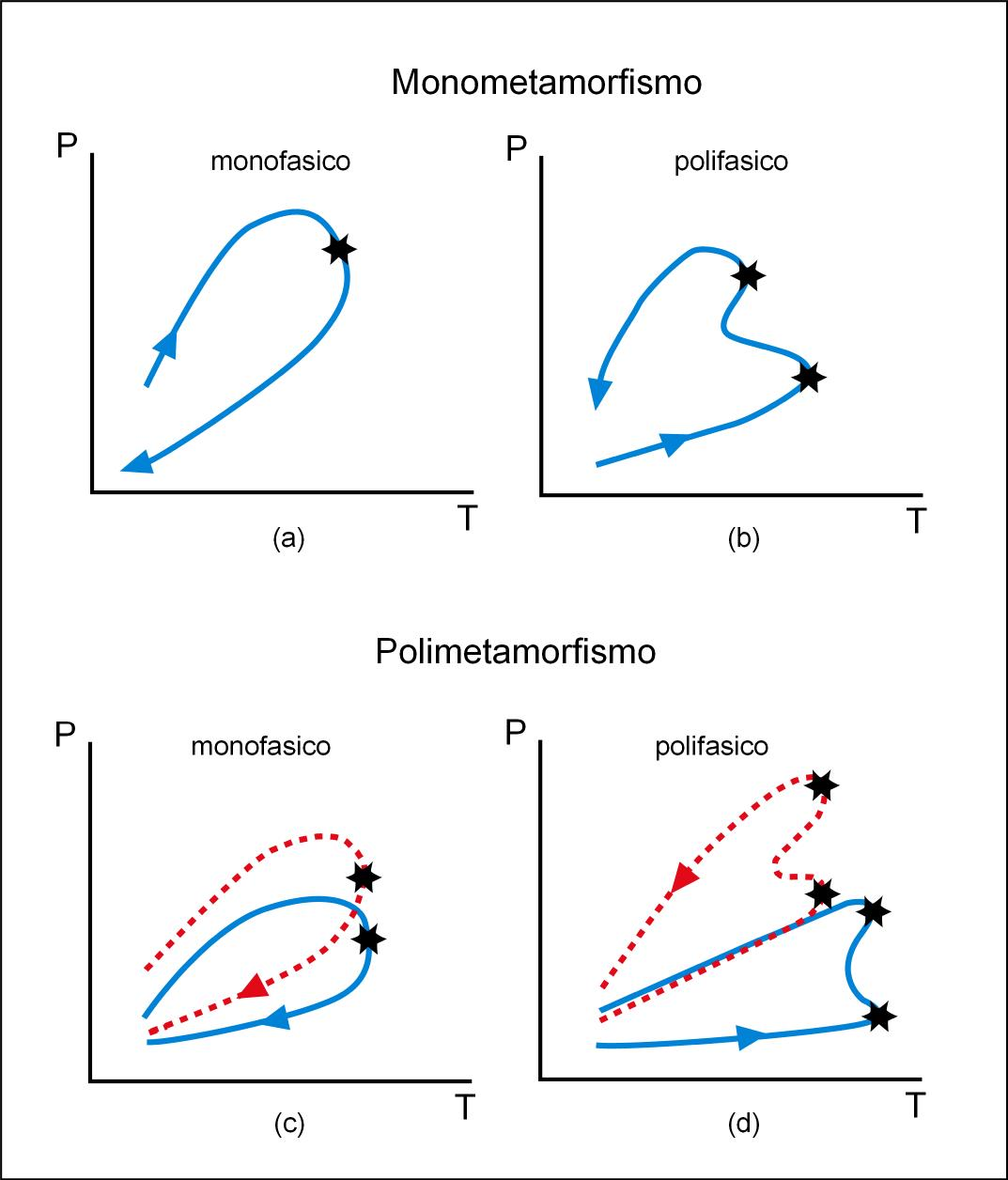
Fig. 3. Possibili percorsi P-T-t nel caso di monometamorfismo (a e b) e polimetamorfismo (c e d). Ciascuna linea rappresenta un evento metamorfico. (a). Percorso P-T-t monofase in senso orario; (b). Percorso polifase in senso antiorario; (c). Due eventi monofasici; (d). Due eventi polifasici. Gli asterischi indicano i picchi termici con sviluppo di nuove paragenesi. Da Smulikowsky et al., 2003.

Numerosi studi testimoniano che i cambiamenti di pressione e temperatura durante un evento metamorfico non devono necessariamente comportare una sola fase di riscaldamento e poi raffreddamento o una sola fase di aumento e poi decrescita di pressione. Ogni permanenza della roccia per un tempo adeguato a particolari condizioni di P-T, con l'azione chimica dei fluidi (condizione detta "climax"), genera una nuova paragenesi indicativa di quell'ambiente. Mutando le condizioni si generano nuove paragenesi e il metamorfismo è detto polifasico. Non sempre le nuove paragenesi cancellano completamente e dovunque le precedenti: molto spesso la roccia conserva in forma metastabile parte di cristalli e/o strutture di precedenti fasi. Così è possibile ricostruire il percorso evolutivo di una roccia nel tempo, il cosiddetto percorso P-T-t (pressione-temperatura-tempo): in un diagramma P-T si uniscono i punti con particolari pressioni e temperature indicate da una paragenesi (fig. 3). Le datazione radiometriche dei minerali, poi, permettono in molti casi di collocare nel tempo la successione delle paragenesi e quindi di definire il percorso o i percorsi seguiti dalle rocce nel sottosuolo. Il percorso P-T-t può essere in senso orario o antiorario a seconda se il climax termico è stato raggiunto in condizioni di decrescente o di crescente pressione rispettivamente. Sulla base della sola osservazione delle paragenesi non è sempre facile distinguere se queste sono il frutto di un metamorfismo polifasico oppure di più metamorfismi lontani nel tempo (polimetamorfismo).

## Tipi di metamorfismo
Il metamorfismo può essere classificato in base a diversi criteri:
- L'estensione spaziale: si distinguono metamorfismo regionale, che interessa ampie aree, e metamorfismo locale, collegato a fenomeni di limitata estensione;
- Il suo ambiente geologico: per esempio metamorfismo orogenico, di seppellimento, di fondo oceanico, di contatto, da dislocazione;
- La particolare causa di uno specifico metamorfismo: ad esempio metamorfismo da impatto (di meteorite), da folgore, idrotermale ecc.;
- Se è il risultato di un singolo evento o più eventi distanti nel tempo: nel primo caso si parla di monometamorfismo, nel secondo di polimetamorfismo;
- Se è accompagnato da temperatura crescente o decrescente: come già detto, nel primo caso è prògrado, nel secondo è retrògrado.

Alcuni di questi criteri si sovrappongono parzialmente. Qui si citano i tipi principali di metamorfismo, rimandando alle pagine specifiche per gli approfondimenti.

### Metamorfismo regionale
Il metamorfismo regionale detto anche dinamo-termico, occupa aree di vasta estensione coinvolgendo grandi volumi di roccia ed è associato a processi tettonici su larga scala, come l'espansione del fondo oceanico, la subduzione di una placca, il raccorciamento crostale collegato a collisione di placche, la subsidenza di bacini profondi ecc.
Il principale ambiente del metamorfismo regionale è quello collegato allo sviluppo di una catena montuosa, detto anche metamorfismo orogenico: infatti tutte le grandi catene montuose profondamente erose mostrano alle loro radici un nucleo di rocce metamorfiche. Il metamorfismo può essere collegato a vari stadi del processo di corrugamento e coinvolge sia regimi compressionali che estensionali. Gli effetti dinamici e termici sono combinati in varie proporzioni e il regime di pressione e temperatura è molto ampio. Nella maggioranza dei casi il metamorfismo orogenico produce nelle rocce strutture orientate, come clivaggio, lineazione, foliazione e scistosità.
il metamorfismo regionale può essere progrado o retrogrado, mono- o polifasico e può avvenire con diversi percorsi di pressione-temperatura (P-T).

### Metamorfismo di contatto
Il metamorfismo di contatto detto anche metamorfismo termico (benché non sia l'unico generato dal solo calore) avviene quando i magmi, risalendo da zone profonde di crosta e mantello, vengono a contatto con rocce più fredde. Il magma, trasferendo calore alle rocce circostanti, provoca la loro ricristallizzazione; l'area su cui si estendono queste trasformazioni prende il nome di aureola di contatto ed è in essa che si producono le trasformazioni fisico/chimiche tipiche di questo metamorfismo. Le temperature saranno più alte nelle rocce immediatamente a contatto e via via decrescenti verso le zone distali. Le rocce del metamorfismo di contatto, chiamate genericamente cornubianiti o hornfels, non presentano strutture orientate (sono isotrope) e di solito sono a grana fine. La presenza di una fase fluida può aumentare l'ampiezza dell'aureola favorendo la diffusione termica e le reazioni chimiche di riequilibrio del sistema, ma anche fenomeni di metasomatismo con la formazione di skarn.

### Metamorfismo di seppellimento
Questo tipo di metamorfismo, di estensione regionale, avviene alla base dei grossi bacini sedimentari e tipicamente non è associato né a magmatismo né a deformazioni da stress. Le rocce che ne risultano sono da parzialmente a totalmente ricristallizzate e mancano di scistosità.

### Metamorfismo di fondo oceanico
È un tipo di metamorfismo da regionale a locale collegato ai profondi circuiti idrotermali che si sviluppano in ambiente oceanico vicino agli assi di espansione delle dorsali oceaniche. La ricristallizzazione, che è quasi sempre incompleta, abbraccia un ampio campo di temperature. Il metamorfismo (e l'associato metasomatismo) è innescato dai fluidi acquosi bollenti e aumenta d'intensità con la profondità.

### Metamorfismo idrotermale
È un tipo di metamorfismo termico locale causato da fluidi ricchi di acqua bollente, collegato a specifici ambienti o cause: per esempio quando un'intrusione ignea libera acque bollenti iuvenili nelle rocce circostanti. il metasomatismo è comunemente associato a questo metamorfismo. Il metamorfismo di fondo oceanico si può considerare una forma regionale prodotta da eventi multipli ed estesi nel tempo di metamorfismo idrotermale.

### Metamorfismo dinamico
Il metamorfismo dinamico (o meccanico o cataclastico) si ha a livello delle faglie ossia lungo piani di scorrimento di blocchi rocciosi. L'attrito dovuto allo slittamento comporta un notevole aumento di temperatura al punto da permettere la trasformazione delle parti di roccia che sono a contatto. Comporta una riduzione meccanica della grana e può presentare o meno una foliazione.

### Forme particolari e rare di metamorfismo locale
Il metamorfismo da placca bollente si sviluppa sotto un'unità tettonica (cioè di provenienza alloctona) ad elevata temperatura: il suo gradiente termico è tipicamente invertito e concentrato in poco spazio. Il metamorfismo da impatto si sviluppa per l'impatto di un meteorite con la superficie terrestre. Comporta la parziale fusione e vaporizzazione delle rocce coinvolte. Il metamorfismo da folgore si sviluppa nel punto di caduta di uno o più fulmini. Il risultato è una folgorite, una roccia quasi interamente fusa. Il pirometamorfismo è un particolare tipo di metamorfismo di contatto caratterizzato da altissime temperature e bassissime pressioni, generato da un corpo vulcanico o subvulcanico. Si sviluppa tipicamente in xenoliti inclusi in queste rocce. Il metamorfismo da combustione è prodotto dalla combustione spontanea di sostanze naturali, come scisti bituminosi, carbone e petrolio.

### Ultrametamorfismo
Il metamorfismo, infine, non può proseguire in modo indefinito oltre certi valori di temperatura e pressione, perché, oltrepassato un limite, avviene la fusione di una parte del materiale, avviando così fenomeni di ultrametamorfismo. La parte fusa impregna la massa rocciosa che si sta trasformando insinuandosi nelle cavità e in seguito, cristallizzando, si forma una roccia mista chiamata migmatite. Se invece il processo di fusione continua si arriva alla formazione di magmi.

## Epizona, mesozona, catazona
Questi termini venivano utilizzati fino a qualche decennio fa per identificare genericamente l'intensità raggiunta dal metamorfismo regionale di tipo orogenico. L'epizona identifica un ambiente caratterizzato da temperature modeste, che non superano i 300 °C e forti pressioni orientate, perlopiù collocato nella parte più superficiale della crosta terrestre, dove il metamorfismo, di basso grado, produce rocce con prevalente clivaggio (cloritoscisti, filladi ecc.) e con minerali a volume molecolare minore di quelli preesistenti, ossia con abito lamellare, tabulare o prismatico, come la clorite. La catazona è invece l'ambiente più profondo del metamorfismo regionale (oltre 15 km), caratterizzato da alte pressioni ma prevalentemente litostatiche, e alte temperature, dove l'azione termica prevale su quella barica, per cui tendono a formarsi associazioni di minerali non o poco scistogeni (ortoclasio, plagioclasio sodico-calcico, olivina, sillimanite ecc.) con volumi molecolari maggiori che nelle zone superiori, nelle quali prevale invece l'azione delle pressioni. La mesozona è un ambiente di transizione tra l'epizona e la catazona, dove si svolgono processi metamorfici con temperature e pressioni litostatiche elevate e pressioni orientate molto forti, che producono rocce scistose come micascisti, gneiss, anfiboliti ecc., con minerali come la biotite, il granato, la staurolite e la cianite.
Oggi questi termini sono considerati obsoleti dai petrologi, perché di definizione incerta, e sostituiti dall'uso delle facies, ma vengono ancora utilizzati, con significato diverso, per indicare la profondità di intrusione dei plutoni.

## Le reazioni metamorfiche
Le reazioni chimiche che coinvolgono i minerali nel processo metamorfico si possono classificare in base alle fasi che sono coinvolte o in relazione al meccanismo della reazione e alle condizioni di equilibrio. In base al primo criterio si possono distinguere due tipi di reazioni:
- Reazioni solido→solido: sono quelle in cui sono coinvolte solo fasi solide, sia come reagenti che come prodotti, senza partecipazione diretta di una fase volatile. Un fluido potrebbe tuttavia essere presente in modo passivo o indirettamente attivo, favorendo la nucleazione di nuovi cristalli come catalizzatore e la ridistribuzione degli ioni per diffusione;
- Reazioni solido → solido + fluido: sono quelle che rilasciano o consumano un fluido volatile e dipendono non solo dalla pressione e dalla temperatura, ma anche dalla composizione del volatile. Per questo vengono suddivise in:
  -  Reazioni di deidratazione: la fase fluida nei prodotti è l'acqua;
  -  Reazioni di decarbonatazione: la fase fluida nei prodotti è CO2;
  -  Reazioni di devaporizzazione: tra i prodotti sono presenti sia l'acqua che CO2;
  -  Reazioni di ossido-riduzione (redox): sono guidate da cambiamenti di temperatura e di fugacità dei volatili, principalmente ossigeno, e comportano cambiamenti nello stato di ossidazione di uno o più elementi.

In base al meccanismo della reazione e alle condizioni di equilibrio si possono distinguere due tipi di reazioni:
- Reazioni discontinue: avvengono idealmente a una specifica temperatura per ogni pressione, per cui reagenti e prodotti sono in equilibrio lungo una linea univariante nel campo P-T. Sono di due tipi:
  -  Transizioni di fase polimorfiche: comportano la trasformazione di una fase solida in un'altra di identica composizione chimica ma diversa struttura cristallina, come ad esempio la trasformazione calcite→ aragonite, entrambe di composizione CaCO3;
  -  Reazioni di trasferimento netto (eterogenee): comportano marcati movimenti di materia attraverso fasi multiple con consumo dei reagenti e produzione di nuove fasi. Le proporzioni modali delle fasi diverse per composizione cambiano nel corso della reazione.
- Reazioni continue: sono costantemente all'equilibrio in un campo di valori di P-T all'interno del quale entrambe le fasi, reagente e prodotto, coesistono. In queste reazioni cambiano sia le proporzioni modali che la composizione chimica dei reagenti e dei prodotti, finché il reagente, o reagenti, è interamente consumato, terminando così la reazione. La reazione di scambio è un tipo particolare di reazione continua durante la quale non ci sono variazioni nelle proporzioni modali di reagenti e prodotti, ma solo nelle concentrazioni degli ioni che si sostituiscono vicendevolmente nei reagenti, come ad esempio Fe e Mg in granati, cordierite ecc.

Se si eccettuano le transizioni polimorfiche, molte reazioni nelle rocce metamorfiche sono delle combinazioni di questi tipi ideali summenzionati.
Le reazioni metamorfiche in teoria dovrebbero essere reversibili: una reazione che si sviluppa per aumento della temperatura dovrebbe avvenire al contrario quando la temperatura scende. Di fatto non è così. Quasi sempre le reazioni producono paragenesi che restano metastabili anche in condizioni di non equilibrio termodinamico. Le cause sono principalmente tre: (1) l'abbassamento della temperatura riduce notevolmente la velocità delle reazioni; (2) l'allontanamento o l'assenza della fase fluida, che esercita un'azione catalizzatrice, non consente l'innesco delle reazioni; (3) la riduzione della pressione orientata, che muove e deforma i cristalli, riduce la possibilità dei fluidi di muoversi tra essi trasferendo ioni.